# Bogdan von Knorring
Bogdan von Knorring (ryska: Богдан Фёдорович Кнорринг, Bogdan Fjodorovitj Knorring; tyska: Gotthard Johann von Knorring), född 11 november 1744 i Ervita, Guvernementet Estland, Kejsardömet Ryssland, död 17 december 1825 i Tartu, Guvernementet Estland, Kejsardömet Ryssland, var en rysk infanterigeneral av balttysk härkomst.

## Biografi
Bogdan von Knorring blev utnämnd till generalkvartermästare 1788 och deltog i aktiv tjänst i strid mot svenskarna i Finland. Under åren 1792-1794 deltog han i fälttåget i Polen. Då Paul I besteg tronen 1796 lämnade von Knorring militären under en tid. Han deltog i kriget mot fransmännen 1807, men på grund av oenigheter med härens överbefälhavare, general Bennigsen, blev han hemkallad från armén.
I december 1808 blev han utnämnd till befälhavare för de ryska styrkorna i Finland efter Buxhoevden. 1808-09 års krig mot Sverige pågick och Finland var ockuperat. Efter tsar Alexander I av Rysslands befallning ledde han under vårvintern 1809 anfallet mot det egentliga Sverige. Anfallet genomfördes på tre fronter: över Kemi älv in i Västerbotten, över isen från Vasa till Umeå och över isen från Åbo mot Åland. De svenska styrkorna på Åland leddes av Georg Carl von Döbeln.
Under ockupationen av Åland förhandlade von Knorring och Georg Carl von Döbeln fram ett lokalt stillestånd kallas Konventionen på Åland. Den slog fast att ryska trupper inte fick beträda svensk jord och att ryssarna skulle lämna Åland. I gengäld lovade von Döbeln att man från svensk sida inte skulle återbesätta ögruppen. von Knorring ville inte utsätta sin armé för den risk som det innebar att gå in i Sverige och den 25 mars lämnade ryssarna Åland. von Knorrings beslut gillades inte av tsaren och vid ankomsten till Finland avskedades han och ersattes av Barclay de Tolly som rysk överbefälhavare i Finland.